# Montecarlo (Italie)
Pour les articles homonymes, voir Montecarlo.
Ne doit pas être confondu avec Monte-Carlo.
Montecarlo est une commune de la province de Lucques, dans la région Toscane, en Italie.

## Histoire
Le noyau originel de Montecarlo était le village de Vivinaia, ancienne propriété des ducs de Tuscia, qui se dressait sur les pentes de la colline. En 1331, la ville fut dévastée par les Florentins et les autorités de Lucques décidèrent de refonder le village au sommet de la colline de Cerruglio, où se trouvait la forteresse du même nom. En 1333, le nouveau village prit le nom de Montecarlo en l'honneur du futur empereur Charles IV de Luxembourg, qui avait aidé Lucques à se libérer de l'occupation pisane.
La forteresse de Cerruglio joua un rôle stratégique dans les guerres du XIVe siècle entre Lucques, Pise et Florence et c'est depuis cette forteresse que Castruccio Castracani, seigneur de Lucques, dirigea ses troupes et les conduisit à la victoire dans la bataille d'Altopascio en 1325. La forteresse fut agrandie d'abord par Paolo Guinigi, seigneur de Lucques, puis par les Florentins, notamment par le gouvernement grand-ducal qui, à partir de 1437, eut définitivement Montecarlo sous son contrôle.

## Administration
| Période                                  | Période | Identité | Étiquette | Qualité |
| ---------------------------------------- | ------- | -------- | --------- | ------- |
|                                          |         |          |           |         |
| Les données manquantes sont à compléter. |         |          |           |         |

### Communes limitrophes
Altopascio, Capannori, Chiesina Uzzanese, Pescia, Porcari

## Jumelages
- Karlštejn (Tchéquie) depuis 2002
- Althen-des-Paluds (France) depuis 2003
- Mylau (Allemagne) depuis 2006

## Personnalités nées à Montecarlo
- Armando de Dominicis
- Walter Riccomi